# Рихтер, Александр Андреевич (медик)
Александр Андреевич Рихтер (1792—1873) — русский врач, доктор медицины, тайный советник, президент Московской медико-хирургической академии и директор Медицинского департамента Министерства внутренних дел Российской империи.

## Биография
Родился 24 января (4 февраля) 1792 года. Отец — штаб-лекарь Андрей Иванович (Андреас) Рихтер . 
Окончив Медико-хирургическую академию, поступил 2 мая 1810 года на службу лекарем 2-го отделения Черноморского флота. За отличие 5 мая 1814 года был произведён в коллежские асессоры, а 3 сентября — в штаб-лекари. С 16 декабря 1815 года он состоял для особых поручений при Главном по сухопутной армии медицинскому инспектору и по 1818 год находился при находившемся во Франции отдельном корпусе русских войск; за примерную деятельность был награждён 23 ноября 1816 года орденом Св. Анны 3-й степени.
Сверх прежних должностей, 10 января 1818 года, он был назначен дивизионным доктором в 1-ю Гренадерскую дивизию, 26 октября того же года был награждён, за отличие, орденом Св. Владимира 4-й степени, а 23 декабря того же года признан медико-хирургической академией доктором медицины и хирургии.
Рихтер постоянно находился в командировках, сопровождая Высочайших лиц: с 26 августа 1817 по 13 июня 1818 г. из Петербурга в Могилёв, Киев и Полтаву; с 27 августа по 24-е декабря 1818 г. — в Ахен; с 22 июля по 3 сентября 1819 г. — в Архангельск и Финляндию и с 6 сентября по 13 октября 1819 г. — в Варшаву. В апреле 1819 года он был командирован: в Або — для исследования бывшей в тамошней дивизионной госпитали непомерной смертности и в Тавастгус — для осмотра местного госпитального строения.
В связи с женитьбой вышел в отставку 17 декабря 1819 года и занялся частной практикой. Овдовев в начале 1821 г., 16 октября 1822 года вернулся на службу — поступил чиновником особых поручений к Гражданскому генерал-штаб-доктору и вскоре, 27 января 1823 года, был назначен генерал-штаб-лекарем гражданской части. С 9 сентября 1823 года — штадт-физик.
В 1823 году он был избран членом Императорского Виленского медицинского общества, в 1825 году — членом физико-медицинского общества при Московском университете, а 8 мая 1826 года назначен лейб-хирургом и состоял при дворе до 23 апреля 1833 года.
В 1827 году был избран почётным членом Императорского Санкт-Петербургского фармацевтического общества, а 9 сентября того же года был перемещён в Московскую медицинскую контору штадт-физиком и занимал эту должность до 30 июля 1830 года. С 5 мая 1830 года он состоял главным доктором императорского Воспитательного дома и мoсковской Мариинской больницы, где был консультантом ещё с 1 декабря 1828 года. Кроме того, с 28 июля 1829 года он состоял членом Комитета для постройки Московской городской больницы.
За отличное усердие в прекращении холеры в Москве, 22 мая (августа?) 1831 года Рихтер был произведён в статские советники, а 24 ноября, за свои труды был пожалован от императрицы бриллиантовым перстнем; 1 мая 1834 года был пожалован ещё одним бриллиантовым перстнем, а чуть ранее, 15 мая 1833 года был награждён орденом Св. Владимира 3-й степени.
В 1836 году Александр Андреевич Рихтер удостаивается по высочайшему указу российского потомственного дворянства, получает жалованную грамоту, собственноручно подписанную Николаем I 15 мая 1836 года, и свой дворянский герб.
В 1837 года он был избран и 1 августа утверждён министром внутренних дел почётным членом Медицинского совета; 30 августа того же года избран почётным членом Ветерауского Общества испытателей природы в г. Ганау и 3 апреля 1838 года произведён в чин действительного статского советника.
Высочайшим указом 17 января 1839 года А. А. Рихтер был назначен вице-президентом Московской медико-хирургической академии (руководил её работой до 10 июля 1841 года).
В 1842 году А. А. Рихтер был назначен директором медицинского департамента Министерства внутренних дел и гражданским генерал-штаб-доктором; должности эти он занимал до конца 1852 года.
В 1844 году был награждён орденом Св. Анны 1-й степени, в 1846 году — орденом Св. Владимира 2-й степени, в 1851 году — Белого Орла. С 29 ноября 1848 года состоял в чине тайного советника.
С 16 сентября 1850 года — почётный член Санкт-Петербургской медико-хирургической академии. В 1853-1866 годах состоял почётным лейб-хирургом, членом Медицинского совета и Военно-медицинского учёного комитета; в 1871 году оставался совещательным членом Медицинского совета и почетным членом Военно-медицинского учёного комитета.
В 1860 году в связи с пятидесятилетием его службы царю и отечеству ему Высочайше было пожаловано 3000 десятин земли в Самарской губернии; кроме того, у него было благоприобретенное имение в Перемышльском уезде Калужской губернии — село Куровское, в котором он скончался 27 января (8 февраля) 1873 года (исключен из списков в приказе 11 марта 1873 года). Похоронен в Куровском; могила сохранилась.

## Семья
В 1819 году женился на дочери аптекаря Петера Христиана Эйнбродта Марии Эйнбродт — умерла в 19-летнем возрасте при родах 25 января 1821 года. В 1827 году женился на сестре умершей супруги, Наталье Луизе Эйнбродт (1809 — апрель 1884); их дети:
- Пётр (1829—1895)
- Мария (1830—1884), была замужем с 1848 года за А. А. Уманец (1808—1877)
- Катарина (1831—?)
- Надежда (1833—?)
- Андрей (1835—1870)
- Александр (1836—1898)
- Владимир (1838—1858?)